# Lotte World
Koordinaten: 37° 30′ 40″ N, 127° 5′ 53″ O
Lotte World ist ein größtenteils überdachter Freizeitpark im südkoreanischen Seoul, der laut Guinness World Records der größte Indoor-Freizeitpark der Welt ist. Neben dem Indoorbereich, der Adventure heißt, wird auch ein Außenbereich auf einer Insel mit dem Namen Magic Island geboten. Die beiden Teile des Parks sind durch eine Einschienenbahn miteinander verbunden.
Der Park gehört zur Lotte Group, einem international agierenden südkoreanischen Konzern.

## Parkbeschreibung

### Adventure
Die Höhepunkte des Indoorbereichs Adventure sind, auch in technischer Hinsicht, die beiden Themenfahrten Pharaos Fury und The adventures of Sindbad. Neben diesen beiden, thematisch aufwendig gestalteten Attraktionen, finden sich noch einige weitere, eher einfacher gehaltene Attraktionen in Adventure, so etwa die Vekoma-Loopingachterbahn French Revolution, die zwei Wasserfahrten Jungle Adventure und Flume Ride und einige 4D-Kinos.

### Magic Island
Das Bild der Magic Island ist von einem an Disneys Dornröschenschloss erinnernden Bauwerk geprägt.

Schloss auf der „magischen Insel“

Die wichtigste Attraktion auf diesem Gebiet ist wohl Intamins 2003 eröffnete Launched Coaster Atlantis Adventure, dessen Strecke sowohl außen als innen verläuft.
Vom selben Hersteller ist auch der 1995 eröffnete Spinning Powered Coaster Comet Express. Die auf Kinder ausgerichtete Themenfahrt Fantasy Dream sowie der 70 Meter hohe Freifallturm Gyro Drop ergänzen das Angebot ebenso wie ein Kettenkarussell (Swing Tree) und ein Geisterhaus.
Im Vergleich zum Adventure-Bereich ist Magic Island kleiner.

## Attraktionen

### Achterbahnen
| Name                  | Typ                                           | Hersteller | Eröffnungsjahr |
| --------------------- | --------------------------------------------- | ---------- | -------------- |
| Atlantis Adventure    | Launched Coaster, Wasserachterbahn            | Intamin    | 2003           |
| Comet Express         | Dark Ride, Spinning Coaster, Dunkelachterbahn | Intamin    | 1995           |
| French Revolution2 VR | Indoorachterbahn                              | Vekoma     | 1989           |

#### Ehemalige Achterbahnen
| Name                | Typ                              | Hersteller | Eröffnung | Schließung |
| ------------------- | -------------------------------- | ---------- | --------- | ---------- |
| Londonderry Express | Stahlachterbahn ohne Inversionen | Vekoma     | 1989      | 2002       |

## Besucherzahlen
Besucherzahlen von 1995 bis 2013:
Hinweis: In der ersten Jahreshälfte 2007 war der Park wegen Renovierungsarbeiten geschlossen.